# ۱۲۰۵ (خورشیدی)
۱۲۰۵ هزار و دویست و پنجمین سال هجری خورشیدی، سالی کبیسه است.